# 7th Street (métro de Los Angeles)
7th Street, officiellement 7th Street/Metro Center/Julian Dixon, est une station du métro de Los Angeles située sous la 7e rue et Flower Street, dans le centre-ville de Los Angeles. Possédant trois niveaux souterrains, elle est desservie par les rames des lignes A, B, D et E.

## Localisation
Station souterraine du métro de Los Angeles, 7th Street est située au croisement des lignes A, B, D et E et constitue donc une station de correspondance d'importance.

## Histoire
La station 7th Street est inaugurée le 15 février 1991 en tant que station de la nouvelle ligne A, puis elle est agrandie deux ans plus tard, plus précisément le 30 janvier 1993, pour accueillir les quais des lignes B et D. Enfin, depuis 2012, la station est desservie par la ligne E sur les mêmes voies que celles utilisées par la ligne A.
Elle porte entre autres le nom de Julian Dixon, homme politique américain, afin de rendre hommage à son rôle dans l'obtention des fonds nécessaires pour mener à bien le projet de réseau métropolitain angelin.

## Service

### Accueil

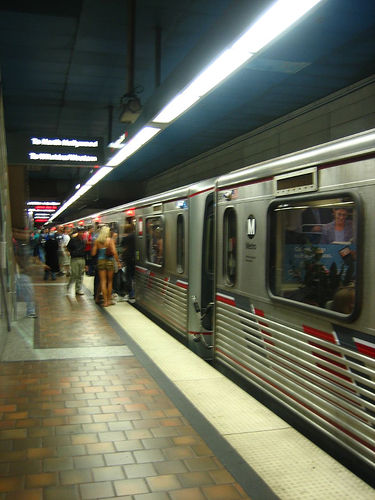
Train à quai.
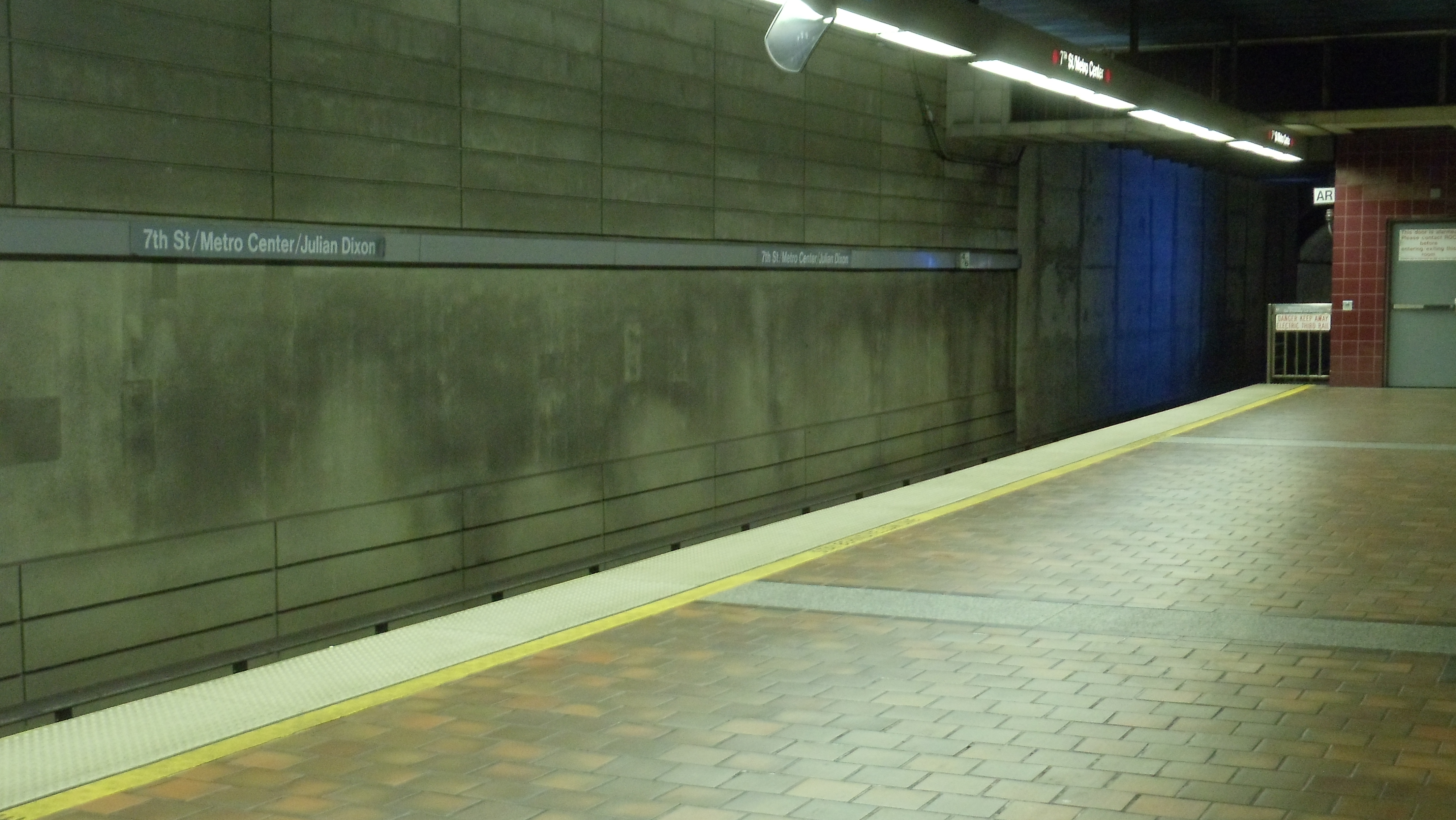
L'un des quais de la gare.
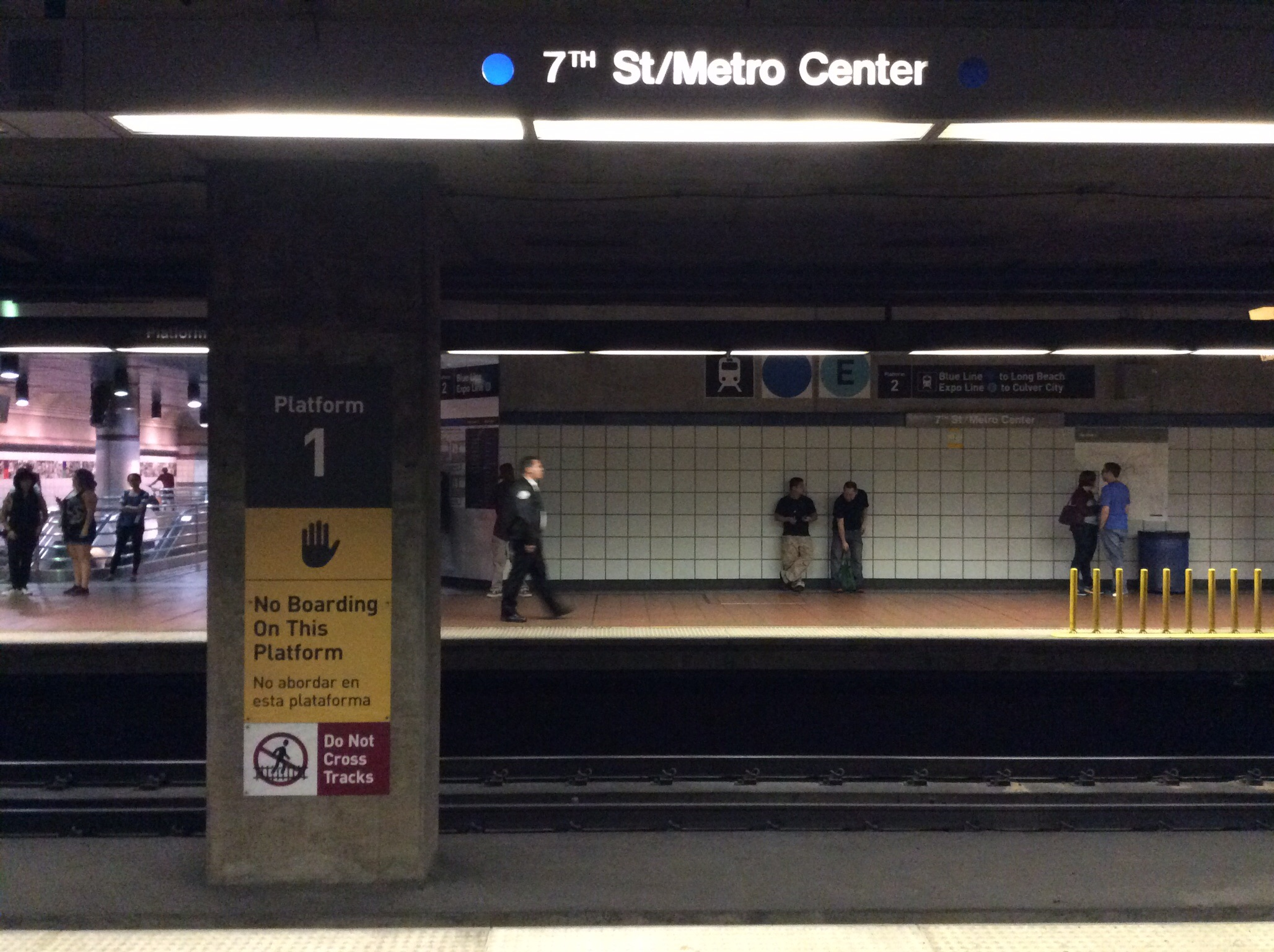
7th Street.

### Desserte
7th Street est desservie par les rames des lignes A, B, D et E du métro, constituant ainsi un hub.
Elle dessert notamment le Financial District de Los Angeles.

### Intermodalité
En surface, elle est desservie par la ligne J (en) du réseau de bus à haut niveau de service.

## Architecture et œuvres d'art
La station abrite plusieurs installations artistiques, dénommées, de la plus ancienne à la plus récente : The Movies: Fantasies and Spectacles, Plantings, Heaven to Earth et Born on a Train. Elles ont été créées respectivement par les artistes Joyce Kozloff, Kipp Kobayashi, Roberto Gil De Montes et Diane Meyer.